# Culla
Culla ist eine Gemeinde (municipio) in Ostspanien, nahe der Costa del Azahar. Culla hat 493 Einwohner (Stand: 2024). Zur Gemeinde gehören neben dem Hauptort Culla die Ortschaften Paulo, Sales de Matella, Mel (auch: Pla de La Torreta), Riu Sec, Molinell, Monllat, Pla del Sabater, Roques de Llao und Torre de Matella.

## Lage
Culla liegt etwa 37 Kilometer nordnordwestlich von Castellón de la Plana und etwa 68 Kilometer nördlich von Valencia in einer Höhe von ca. 1090 m.

## Bevölkerungsentwicklung
| Jahr      | 1900 | 1950 | 1970 | 1981 | 1991 | 2001 | 2011 | 2021 |
| Einwohner | 2819 | 2443 | 1555 | 1210 | 953  | 733  | 609  | 509  |

## Sehenswürdigkeiten
- Burganlage
- Salvatorkirche (Iglesia de San Salvador)
- Rochuskapelle
- Christopheruskapelle
- Rathaus
- Observatorium

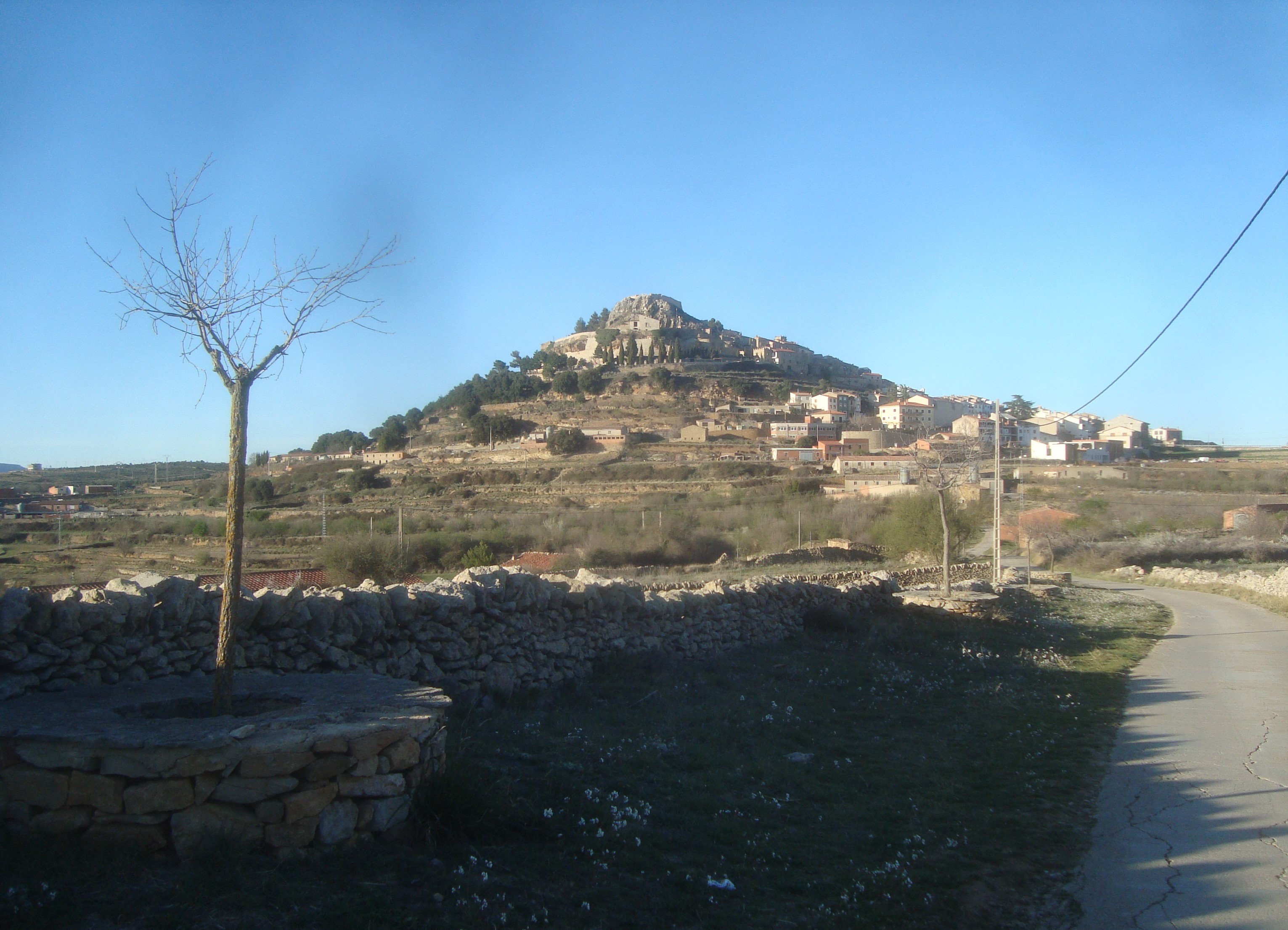
Reste der Burganlage
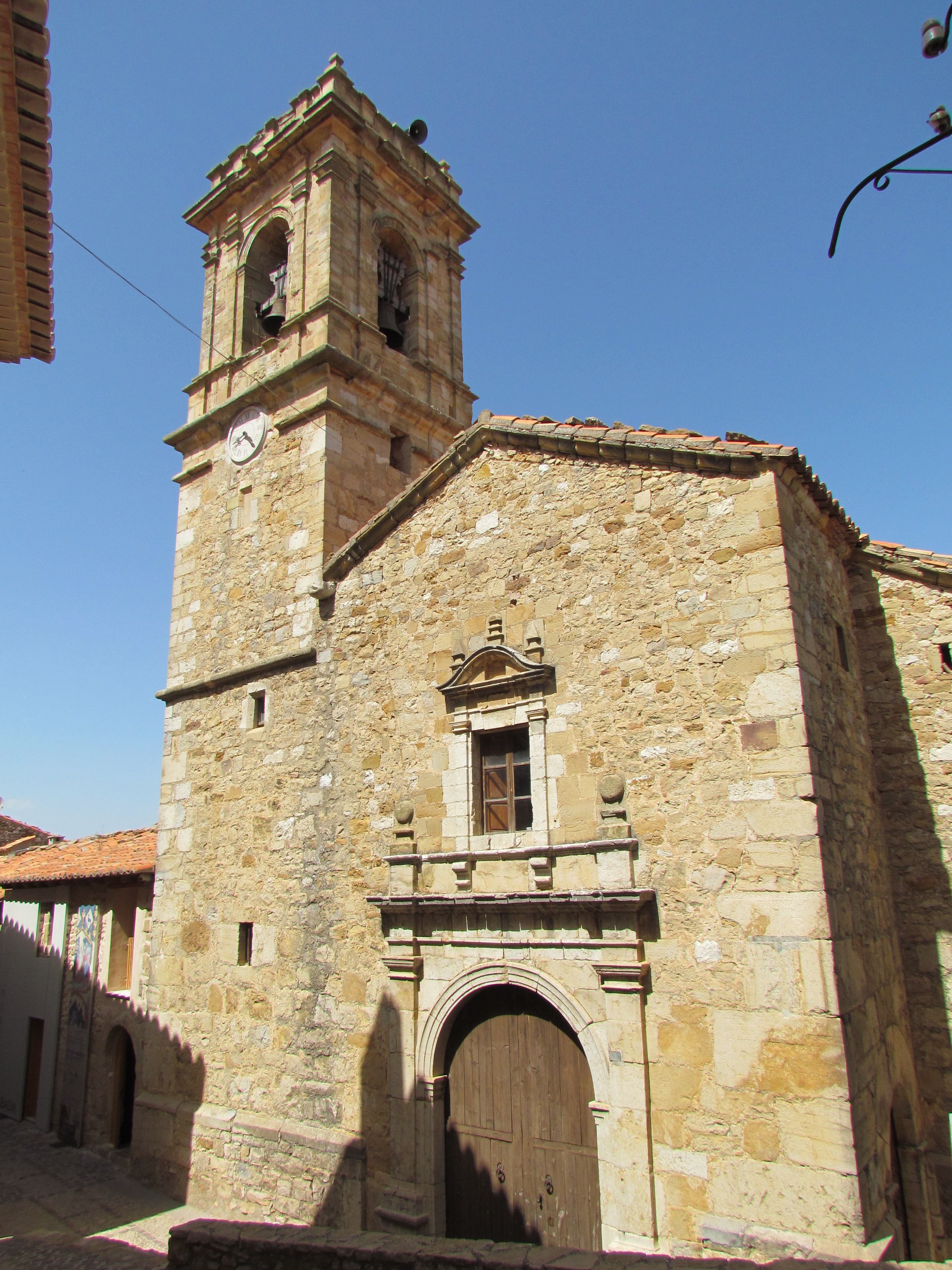
Salvatorkirche
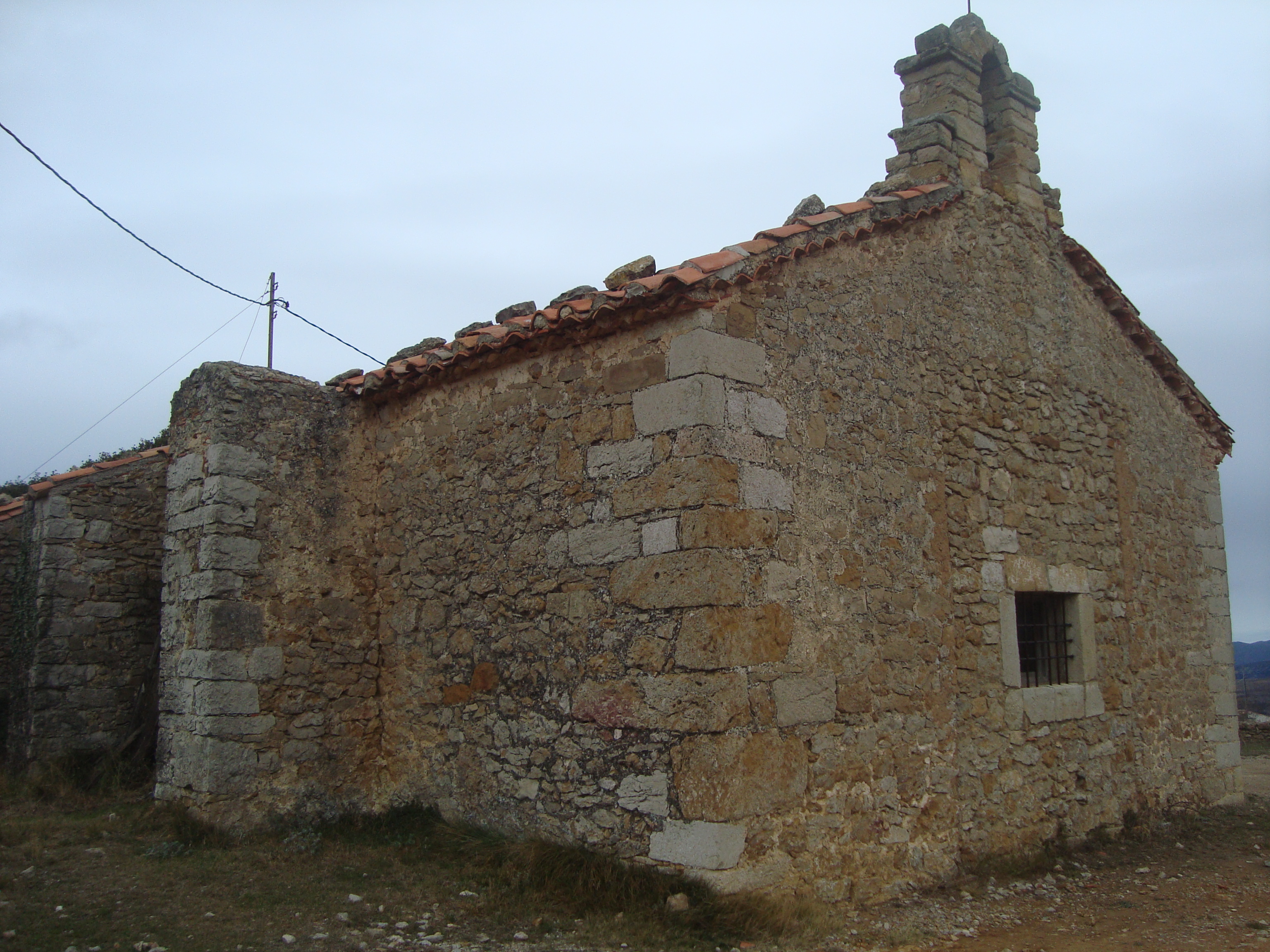
Rochuskapelle
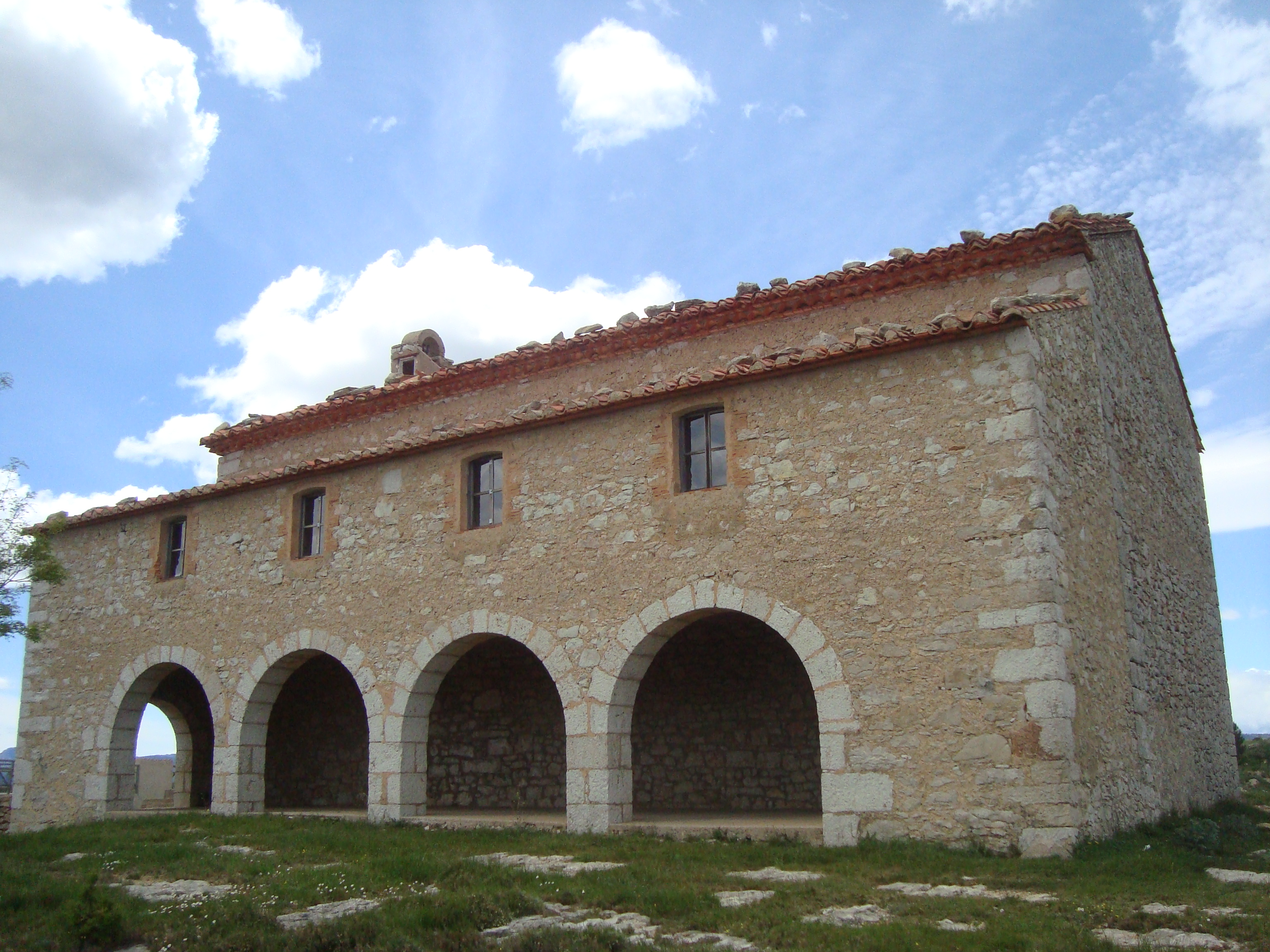
Christopheruskapelle
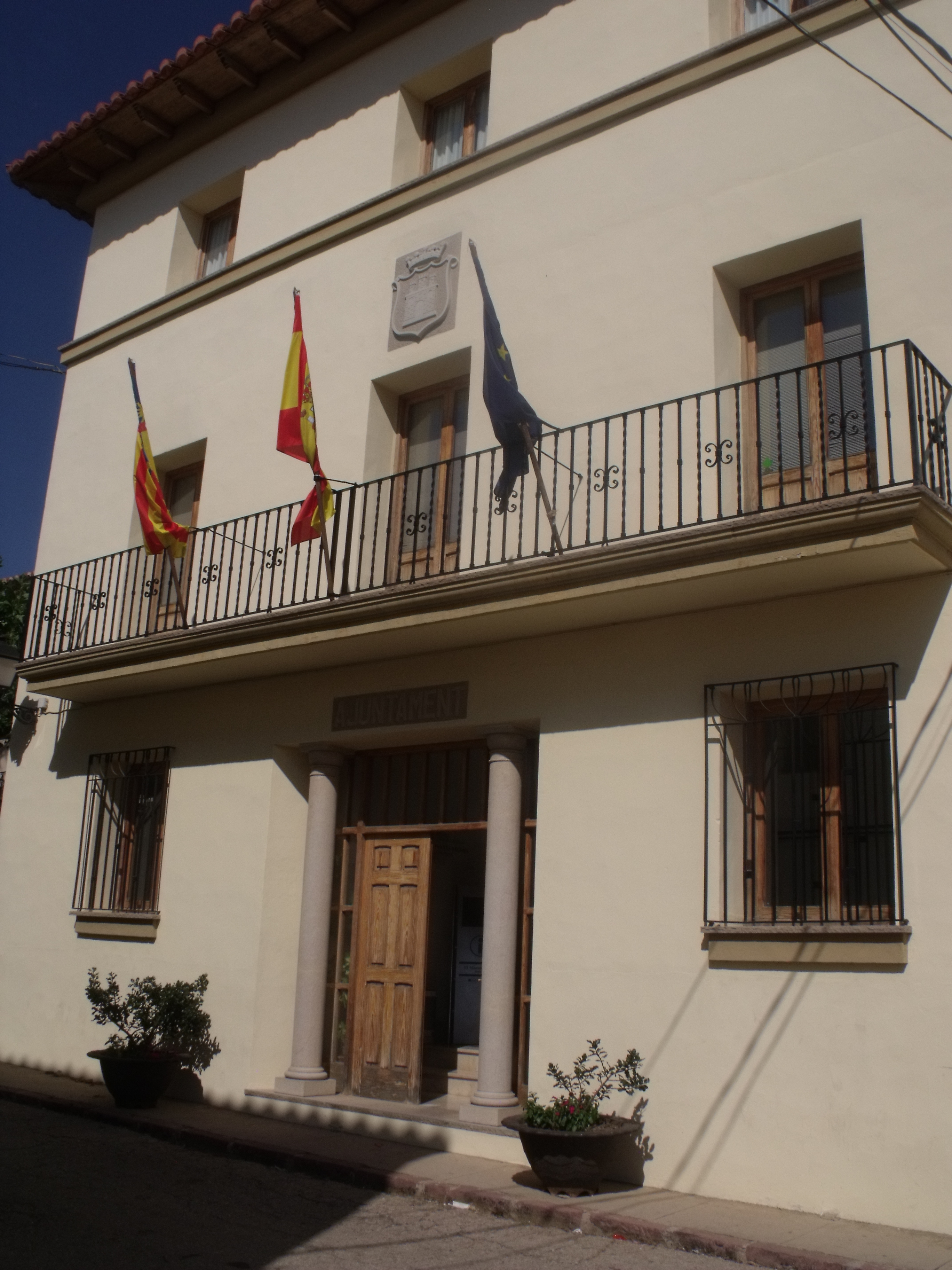
Rathaus
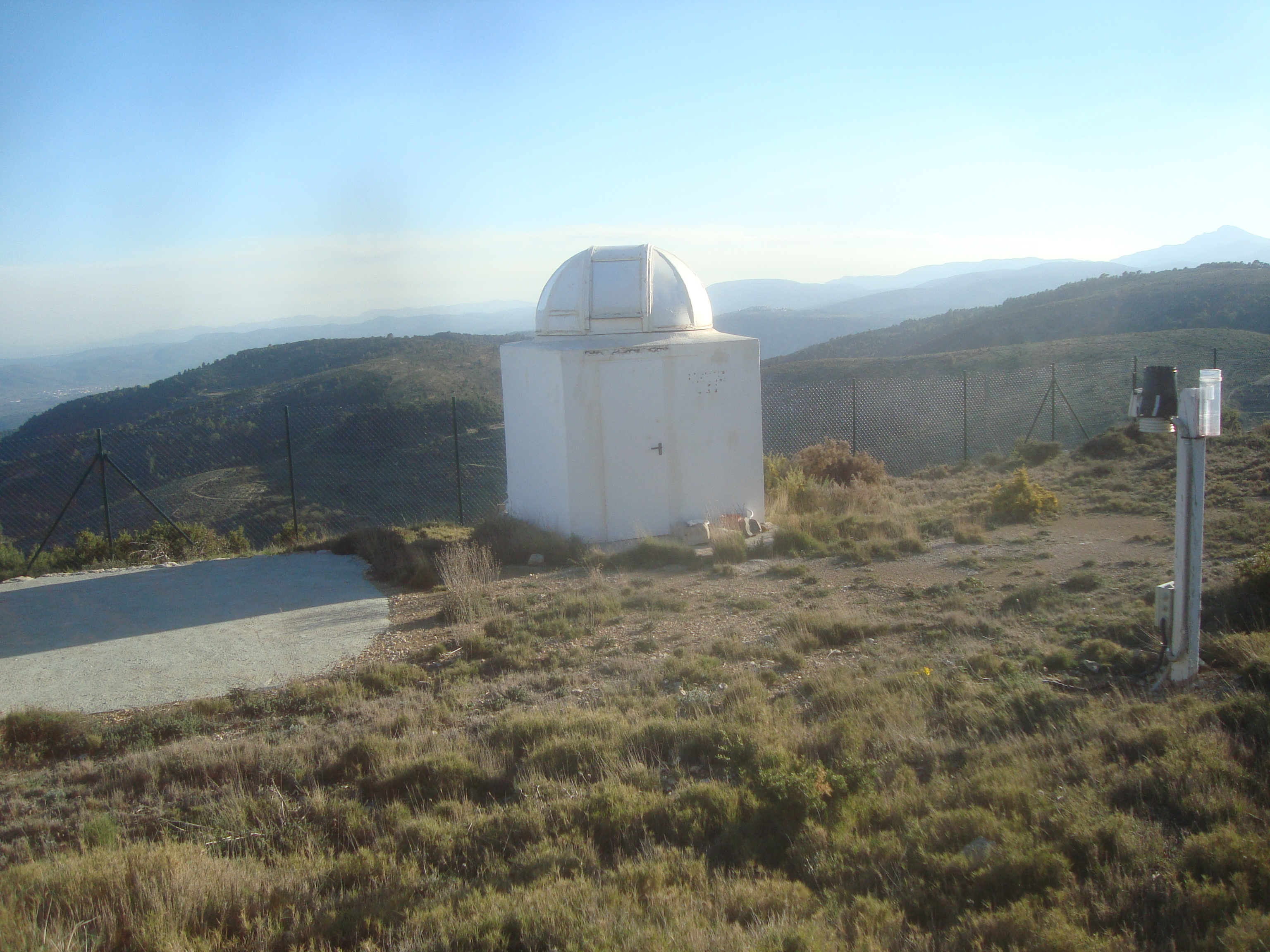
Observatorium